# 에어버스 A350 XWB
에어버스 A350 XWB(영어: Airbus A350 XWB)는 에어버스의 대형 쌍발 광동체기다. A350 XWB는 에어버스의 기종 중 처음으로 동체와 날개의 대부분이 탄소 복합 플라스틱으로 제조되었다. B777, B787과 경쟁하기 위해 설계되었으며, 에어버스는 A350이 B787보다 8% 더 운용 비용을 아낄 수 있다고 한다. 2013년에 운항을 시작했으며, 런치 커스터머는 A350-900/1000 모델을 운영할 카타르 항공이다. 이외에도 아시아나항공을 포함해 다른 항공사들도 주문한 것으로 알려졌다. 첫 시험 비행은 2013년 6월 14일에 성공적으로 진행되었다.
2014년 12월 22일에 A350-900이 카타르 항공에 최초로 인도되었으며, A350-1000 역시 2018년 2월 20일부로 카타르 항공에 최초로 인도됐다.
현재 엔진은 롤스로이스의 트렌트 XWB 엔진만 적용이 가능하다. 롤스로이스는 자사에 엔진을 직접 보내서 중정비를 해야 하기 때문에 대한항공은 이 기종을 운용하지 않으며, 자체 중정비창이 없는 아시아나항공만 운용 중이다.
대한민국 국적사들 중에서는 아시아나항공이 이 기종을 최초로 도입해서 운용하고 있다. 800/900/1000형을 모두 주문했으며, 이 중 출시가 백지화된 800형의 주문은 전량 900형으로 통일했고 1000형도 900형으로 주문을 변경하여, 최종적으로는 전량 900형으로 주문했다.
대한항공은 롤스로이스의 엔진 정비 문제 때문에 A350을 다소 늦게 도입했다. 대한항공은 A350 대신 GE 에어로스페이스의 GEnx 엔진을 이용하는 B787의 비중을 늘려 왔으나, 보잉에서 잇따른 기종 결함이 드러난 데다가 아시아나항공과의 통합을 염두에 두고 2024년에 A350 도입을 결정하고 900형과 1000형을 모두 주문했다. 2024년 12월 말에 아시아나항공 취소분 A350-900 2대를 인도받았으며, 김해국제공항에서 도색을 마치고 운항을 시작했다.

## 세부 모델

A350 XWB 시리즈 크기 비교

에어버스 A350-800
- 에어버스 A350-800은 약 270명의 탑승 인원에 최대 항속 거리는 15,400km 정도로 A350 모델의 기본 형식으로, 2017년 2월 현재 1개의 업체인 아시아나항공이 주문을 한 것으로 알려져 있었다. 그러나 2016년 5월에 개발이 전면 취소됐다.[2]

에어버스 A350-900
- 에어버스 A350-900은 약 310명의 탑승 인원에 최대 항속거리는 15,000 km 정도로, 항공사들 중에서 가장 많이 주문한 기종으로 알려져 있다. 800형의 개발 취소에 따라 사실상 기본형이 되었다. 카타르 항공이 가장 먼저 인도되었으며, 아시아나항공도 도입했다. MTOW를 다양하게 선택할 수 있으며, A330처럼 MTOW를 늘린 HGW(High-gross weight) 옵션도 있다. 일본항공이 처음으로 인도받은 사양은 국내선 전용으로 이용하기 위해 가장 낮은 MTOW 옵션을 적용한 것이며, 기령이 오래 된 Non-ER형 B777-200을 대체할 목적이다.

에어버스 A350-900/ULR
- 기존 에어버스 A340-500을 대체하기 위한 싱가포르 항공의 특별 주문에 따라 제작된 사양으로, Ultra-Long Range 즉, 추가항속거리 연장형 모델로 보잉 747-400ER과 유사하다. 기존 A350-900에 24,000리터의 연료를 추가로 탑재하여 19시간 논스톱 비행을 할 수 있도록 설계하는 대신, 비즈니스석과 프리미엄 이코노미석만 장착해서 기존 900형보다 탑승 인원수는 적다.
- 기본 버전으로 변형할 수 있다.

에어버스 A350-1000
- 에어버스 A350-1000은 약 366명의 탑승 인원에 최대 항속거리는 14,800 km 정도로, A350 기종 중 길이가 가장 길다. 캐세이퍼시픽 항공, 아시아나항공, 카타르 항공, 에티하드 항공, 에미레이트 항공이 이 기종을 주문했었다. 그러나 2014년 6월 에미레이트 항공에서 900형 모델 50대와 1000형 모델 20대의 주문을 갑작스럽게 취소했으며, 에미레이트 항공은 2019년 2월 A380-800의 잔여 주문을 취소한 후 900형만 다시 주문했다. ICAO 코드는 A35K이며, 900형과 달리 메인 기어가 B777처럼 3축으로 되어 있다. 1000형 역시 카타르 항공이 최초로 인도받았으며, 캐세이퍼시픽 항공, 영국항공, 버진 애틀랜틱도 인도받았다. 특히 영국항공은 A300과 A330을 운용하지 않았기 때문에, A35K는 사내에서 처음으로 운용하는 에어버스제 쌍발 광동체기다.

에어버스 A350F
- 에어버스에서는 A330-200F를 대체하기 위해 A350의 화물기 버전을 추가했다. 2021년 11월에 프랑스의 CMA CGM에서 A350F를 주문했다고 발표했다.[3]

A350F의 개발과는 별개로, 코로나19의 여파로 여객 수요가 급감하자 아시아나항공에서 일부 A350-900을 화물기로 개조해서 시범 운용했다.

## 보유 항공사
| 컬러 | 비고        |
| ---- | ----------- |
| *    | 현재 운용사 |
| *    | 과거 운용사 |
|      | 도입 예정   |

## 제원
| 파생형 모델             | 에어버스 A350-800                                             | 에어버스 A350-900                                                                     | 에어버스 A350-1000                                            |
| ----------------------- | ------------------------------------------------------------- | ------------------------------------------------------------------------------------- | ------------------------------------------------------------- |
| 조종사 수               | 2명                                                           | 2명                                                                                   | 2명                                                           |
| 좌석 배치수             | 개발 취소                                                     | 325석 (기준) 315석(비즈니스 48석+ 이코노미 267석) 440석(최대)                         | 366석 (기준) 369석 (비즈니스 54석+이코노미 315석) 387석       |
| 동체 길이               | 개발 취소                                                     | 66.8 m (219 ft)                                                                       | 73.78 m (242.1 ft)                                            |
| 날개 길이               | 개발 취소                                                     | 64.75 m (212.4 ft)                                                                    | 64.75 m (212.4 ft)                                            |
| 비율                    | 개발 취소                                                     | 9.49                                                                                  | 9.49                                                          |
| 날개 면적               | 개발 취소                                                     | 442 m2 (4,760 ft2)                                                                    | ≈460 m2 (5,000 ft2)                                           |
| 날개 각도               | 개발 취소                                                     | 31.9°                                                                                 | 31.9°                                                         |
| 전체 높이               | 개발 취소                                                     | 17.05 m (55.9 ft)(건물6층높이)                                                        | 17.08 m (56.0 ft)(건물6층높이)                                |
| 동체 너비               | 5.96 m (19.6 ft)                                              | 5.96 m (19.6 ft)                                                                      | 5.96 m (19.6 ft)                                              |
| 좌석간 너비             | 18.0 in (45.7 cm) (3-3-3 구조) 16.8 in (42.7 cm) (3-4-3 구조) | 18.0 in (45.7 cm) (3-3-3 구조) 16.8 in (42.7 cm) (3-4-3 구조)                         | 18.0 in (45.7 cm) (3-3-3 구조) 16.8 in (42.7 cm) (3-4-3 구조) |
| 동체 높이               | 6.09 m (20.0 ft)                                              | 6.09 m (20.0 ft)                                                                      | 6.09 m (20.0 ft)                                              |
| 객실 너비               | 5.61 m (18.4 ft)                                              | 5.61 m (18.4 ft)                                                                      | 5.61 m (18.4 ft)                                              |
| 최대이륙중량            | 개발 취소                                                     | 280 t (617,000 lb)                                                                    | 308 t (679,000 lb)                                            |
| 최대착륙중량            | 개발 취소                                                     | 207 t (456,000 lb)                                                                    | 233 t (514,000 lb)                                            |
| 최대중량                | 개발 취소                                                     | 195.7 t (431,000 lb)                                                                  | 220 t (485,000 lb)                                            |
| 운용최대중량            | 개발 취소                                                     | 134.7–145.1 t (297,000–320,000 lb)                                                    | 155 t (341,700 lb)                                            |
| 화물탑재중량            | 개발 취소                                                     | 컨테이너 36개 혹은 팔레트 11개                                                        | 컨테이너 44개 혹은 팔레트 14개                                |
| 평균순항속도            | 개발 취소                                                     | Mach 0.85 (488 kn; 903 km/h)                                                          | Mach 0.85 (488 kn; 903 km/h)                                  |
| 최대순항속도            | 개발 취소                                                     | Mach 0.89 (513 kn; 950 km/h)                                                          | Mach 0.89 (513 kn; 950 km/h)                                  |
| 탑승중량시 최대항속거리 | 개발 취소                                                     | 15,000 km (8,100 nmi) 17,632 km (9,520 nmi) (-900ULR) 20,557 km (11,100 nmi) (ACJ350) | 16,008 km (8,640 nmi)                                         |
| 최대활주거리            | 개발 취소                                                     | 2,600 m (8,500 ft)                                                                    | 개발 중                                                       |
| 최대착륙거리            | 개발 취소                                                     | 1,966 m (6,450 ft)                                                                    | 개발 중                                                       |
| 최대연료탑재량          | 개발 취소                                                     | 140,795 l (37,200 US gal) 165,000 l (43,600 US gal) (-900ULR)                         | 156,000 l (41,200 US gal)                                     |
| 최대상승고도            | 개발 취소                                                     | 43,100 ft (13,100 m)                                                                  | 43,100 ft (13,100 m)                                          |
| 탑재엔진                | 개발 취소                                                     | 롤스로이스 트렌트 XWB                                                                 | 롤스로이스 트렌트 XWB                                         |
| 최대엔진출력            | 개발 취소                                                     | 374.5 kN (84,200 lbf)                                                                 | 432 kN (97,100 lbf)                                           |

## 주문
2017년 2월 800 시리즈는 8대, 900 시리즈는 602대, 1000 시리즈는 211대를 주문받아 총 821대의 주문이 들어왔으며, 현재 39개 항공사가 주문한 것으로 알려졌다. 미국의 경우 유나이티드 항공, 하와이안 항공, ILFC가 주문했으며 US 에어웨이즈의 주문은 아메리칸 항공으로 이관됐다가 2018년에 전량 취소했다. 아시아에서는 아시아나항공, 카타르 항공이 3가지 파생형을 주문한 것으로 알려져 있다. 2016년 1월 현재 3가지 파생형 모두 주문한 항공사는 아시아나항공과 아에로플로트밖에 없었으나, 800형의 개발이 전면 백지화되어 두 회사 모두 900형으로 통일했다.

## 사건 및 사고
- 타이 항공의 A350-900이 수완나품에서 푸켓으로 착륙하다가 충돌해 랜딩 기어가 손상되었다.
- 홍콩에서 멜버른으로 가던 캐세이퍼시픽 항공의 A350-900이 오스트레일리아 영공에 진입한 후, 비정상적으로 연료량이 줄어드는 현상이 발견되어 다윈에 비상 착륙했다. 다윈에서 검사한 결과, 엔진 연료관에서 균열이 발견됐다. 승객들은 다윈에서 하기한 후, 캐세이퍼시픽 항공이 대체기로 보낸 B777-300ER에 탑승하여 멜버른으로 이동했다.
- 아시아나항공의 A350-900(HL7579)이 인천에서 싱가포르로 가던 중 엔진 1기가 정지하여 마닐라에 비상 착륙했다. 마닐라에서 하기한 승객들은 아시아나항공이 대체기로 보낸 다른 A350-900을 타고 싱가포르로 이동했으며, HL7579는 마닐라에서 점검을 마친 후 인천국제공항으로 복귀했다.

공교롭게도 2대모두 같은 날 비행중이였다.
- 2024년 1월 2일 홋카이도 신치토세 공항을 출발한 일본항공 516편이 도쿄 하네다 국제공항에 착륙하는 도중, 지진 구호 활동을 위해 노토 반도로 출발하려던 일본 해상보안청 소속 항공기와 충돌한 후 전소되었다. A350 기내에 있었던 사람들은 모두 대피해서 인명 사고는 없었으며, A350 최초의 전손 사고다. 자세한 것은 2024년 도쿄 국제공항 지상 충돌 사고를 참고.

## 같이 보기
- 에어버스 A380
- 에어버스 A330neo
- 보잉 777
- 보잉 777X
- 일류신 Il-96